# Yucca baccata
Yucca baccata Torr. è una pianta della famiglia delle Asparagacee, originaria del deserto del Mojave, negli Stati Uniti sudoccidentali, e del Messico settentrionale. In inglese è conosciuta anche come banana yucca per i suoi frutti a forma di banana.

## Descrizione
Yucca baccata è caratterizzata da foglie di lunghezza variabile tra 30 cm e un metro di colore blu-verde e da un fusto generalmente molto breve. Ha fiori bianco-crema con screziature violacee delle dimensioni di 5–13 cm, raccolti in infiorescenze a pannocchia, che possono raggiungere 1,5 m di altezza. I frutti sono capsule carnose lunghe da 5 a 23 cm.
Yucca baccata è una specie affine alla yucca del Mojave (Yucca schidigera). Le due specie hanno un areale comune e non sono infrequenti casi di ibridazione.

## Distribuzione e habitat
L'areale di questa specie si estende dalla California sudorientale fino allo Utah verso nord, al Texas occidentale verso est, e agli stati messicani di Sonora e Chihuahua verso sud.